# 藤子不二雄賞
藤子不二雄賞（ふじこふじおしょう）は、漫画家・藤子不二雄の名前を冠した漫画賞。新人漫画家を対象としている。設立当初は単独の漫画賞だったが、のちに小学館主催の小学館新人コミック大賞児童漫画部門を表す名称となった。2023年現在は、小学館新人コミック大賞児童漫画部門に「藤子不二雄賞」の名称は使われていない。
募集や結果発表、受賞作品の掲載は月刊コロコロコミック系列雑誌で行われ、受賞作家も多くの場合、同誌を連載等の活躍の場としていた。

## 審査員
- 藤子不二雄
- 藤子・F・不二雄
- 藤子不二雄Ⓐ（第68回まで）
- 青木たかお
- 樫本学ヴ（第63回から）
- 沢田ユキオ
- のむらしんぼ
- むぎわらしんたろう（第72回から）

## 受賞者・受賞作品

### 第1回
1980年
- 入選
  - はちのやすひこ「タムイ・シンマ」 - 1980年 月刊12月号
- 佳作
  - オムライス「ニャンコラキッド」
  - ぜんきよし「カリアゲポリちゃん」
  - 田中道明「迷犬タマ公」 - 1980年 冬の増刊号

### 第2回
1981年
- 佳作
  - いそほゆうすけ「おれのリナちゃん」 - 1981年 月刊10月号
  - 大林かおる「うわさの刑事（デカ）ちゃん」 - 1981年 月刊10月号
  - たかや健二「スペーサーバン」
  - 竹沢タカ子「ネの国大冒険」
  - ながいのりあき「GOGOゴロー!!」 - 1981年 月刊10月号

### 第3回
1982年
- 佳作
  - 斉藤栄一「パンパカパールド」 - 1982年 月刊4月号
  - 池田淳一「アクションハンター・ピント」 - 1982年 月刊4月号

### 第4回
1982年
- 佳作
  - 斉藤太郎 「ごろごろニャンコ」 - 1982年 月刊10月号
  - あすかあきお「おれはMr.フリスビー」 - 1983年 別冊第11号

### 第5回
1983年
- 佳作
  - 江山英一「わいわいチャイゴン」
  - さいわい徹「宇宙人ピー」 - 1983年 月刊4月号
  - 荘林としお「サイキッカルドッグ」

### 第6回
1983年
- 佳作
  - 今井ひづる「ぼくのマイ」 - 1984年 春休み増刊号
  - 渚みつる「スーパーめん吉」 - 1983年 月刊10月号

### 第7回
1984年
- 入選
  - Moo.念平「おてんば転校生」 - 1984年 月刊5月号
- 佳作
  - 安江浩司「キャンパスヒーロー」 - 1984年 春休み増刊号
  - かわいじゅんじ「ざしきわらしだよっ！」 - 1984年 月刊6月号

### 第8回
1984年
- 佳作
  - 小林ひでお「気ままにスーパーマーメイド」 - 1985年 新年増刊号
  - おくだ邦夫「さよなら…魔王（サタンキング）」 - 1985年 新年増刊号

### 第9回
1985年
- 入選
  - 玉井たけし「おじゃまロボット ニンポーマン」 - 1985年 月刊5月号
- 佳作
  - 藤玉琴「メタルティ」 - 1985年春休み増刊号

### 第10回
1985年
- 佳作
  - なんぼさとし「ザ・助っ人」 - 1986年 月刊1月号
  - なかのともひこ「テレフォンマン」 - 1986年 月刊2月号
  - 坂井孝行「やってやるぜ！」 - 1986年 春休み増刊号

### 第11回
1986年
- 佳作
  - 久間正昭「さとる×2」 - 1986年夏休み増刊号
  - 鷲尾亜砂子「めざせ！ヒーロー！」

### 第12回
1986年
- 佳作
  - 樫本学ヴ「G筆まん吉」 - 1987年 別冊2月号
  - ヒガヒロシ「ときめきアスカちゃん」 - 1987年 新年増刊号

### 第13回
1987年
- 佳作
  - 時浦兼「かがやけ！太陽のマユ」 - 1987年 夏休み増刊号

### 第14回
1987年
- 入選
  - 谷沢直「ゲンゴロウ参る！」 - 1988年 別冊2月号
- 佳作
  - はぎわらしんいち「秋風の贈り物」 - 1988年 新年増刊号
  - 樋川博一「快晴!!青空教室」 - 1988年 新年増刊号
  - 佐藤光重 「はだかでゴメンね！」 - 1988年 春休み増刊号
  - 西田真基 「すてきに撮って！」- 1988年 春休み増刊号

### 第15回
1988年
- 佳作
  - 鈴木重春「熱血ドラパパ」 - 1988年 夏休み増刊号
  - 原口ともひろ「爆童フランケン」 - 1988年 夏休み増刊号
  - 白亥「ふたりの名画」 - 1989年 新年増刊号
  - 春樹椋尾「おいらはパンプ」 - 1989年 新年増刊号

### 第16回
1988年
- 入選
  - 鈴木伸彦「アンドロポリス」 - 1989年 月刊1月号
- 佳作
  - 東城三紀夫「カンガルーボーイ」 - 1989年 新年増刊号
  - 谷本雅敏「忍者から丸」 - 1989年 春休み増刊号

### 第17回
1989年
- 入選
  - むさしのあつし「のぶやマークⅡ」 - 1989年 月刊7月号
- 佳作
  - 楢村憲和「海よ俺が源九郎だ!!」
  - 小石諭「武士魂ーサムライスピリッツー」 - 1989年 夏休み増刊号

### 第18回
1989年
- 佳作
  - 丹羽広次「勇太と招き猫ミミ」
  - 越智辺昌義「最後の地球人」
  - じぃぺん「山のくまさん」
  - 節家隆男「ロボドック」

### 第19回
1990年
- 佳作
  - 夏目時行「ぶっとび！ニンニン」
  - 今賀俊「雷蛇」

### 第20回
1990年
- 佳作
  - 上山道郎「怪奇警察サイポリス」
  - かとうひろし「どらごんMYフレンド」

### 第21回
1991年
- 佳作
  - 木寺昭徳「フィロンⅡ」
  - 犬木栄治「マイティ・じょお」

### 第22回
1991年
- 入選
  - 小野敏洋「ヤドカリくん」
- 佳作
  - 田中康一「サイコップ霊ノ介」
  - 山下高弘「道場やぶりまたおいで」
  - 須藤祐美子「ジャバラ」

### 第23回
1992年
- 佳作 
  - 運場武男「ヒーロー学園おまたせ！一Qさん」　
  - 後藤真一「とんでけ！飛遊太」
  - 桐生まこと「燃えろ！シュート」
  - 太田正和「ナイト・デビルス」

### 第24回
1992年
- 特別対象、大賞、入選　該当者なし
- 佳作
  - 小林啓祐「ボーイズコップにこめ」
  - 瀧やん「パッパラくえすと」　
  - 矢馬田太郎「宇宙マン」
  - 星野あきよし「BABY DRINKER（ベイビー ドリンカー）」
  - 藤赤正人「キックオフ」
  - やまなかたかひろ「SWEET & CORN（スイート アンド コーン）」
  - 松本重信「登校一番!!」

### 第25回
1993年
- 入選
  - 上山徹郎「機動剣士 ガンボーグVZ」

### 第45回
1999年12月
- 大賞　該当者なし
- 入選　該当者なし
- 佳作
  - 勝間田信平「救魂戦士チューリップマン」
  - 武田徹「こいつの名はつくねくん」
  - 裸一貫「Dボゥイ」

### 第46回
2000年6月
- 大賞　該当者なし
- 入選　該当者なし
- 佳作
  - 大内水軍「風の蹴り丸」
  - おおせよしお「Go Go! Rock-Kids」
  - 舵間秀斗「斬々ザンタ」

### 第47回
2000年12月
- 大賞　該当者なし
- 入選　該当者なし
- 佳作
  - 難波孝「家電ロボ ライト」
  - 曽山一寿「ぼくのおじいちゃん」
  - 真田美美「おいおい白太郎」

### 第48回
2001年6月
- 大賞　該当者なし
- 入選
  - 松原ともふみ「リビングソード ザ・クック」
- 佳作
  - ホリよしかず「武士道爆裂ヤマトタケル」
  - 鶴見泰久「超・鈴木/北国の女」
  - 池生雅和「ハチマキ戦士せろり」

### 第49回
2001年12月
- 大賞　該当者なし
- 入選　該当者なし
- 佳作
  - 矢高鈴央「クエスター・オブ・コメッツ」
  - 川野匠「いなばは白ウサギ」
  - 倉谷友也「まほろ妖霊記」

### 第50回
2002年6月
- 大賞　該当者なし
- 入選　該当者なし
- 佳作
  - 谷口安沙美「鬼町3丁目」
  - 山吹まさお「ビジョンを見せて！」
  - なつき繭「BichiBichiピンチくん」
  - 高野敦識「鋼のゴーキン」

### 第51回
2002年12月
- 大賞　該当者なし
- 入選
  - 内山直人「戦国カード士 月見猫左え門」
- 佳作
  - 中原いたる「宅配JET君」
  - シモーサ「激闘！ロミオへの道」

### 第52回
2003年6月
- 大賞　該当者なし
- 入選　該当者なし
- 佳作
  - 勝見直人「五月人形カブト丸」
  - 湯浅みき「バトリましょう!!」
  - 川名昭子「ping・pong＝DASH!」

### 第53回
2003年12月
- 大賞　該当者なし
- 入選　該当者なし
- 佳作
  - 伊藤なおき「ペンポチ!!」
  - かいくんた「夢のまたユメ!?」
  - 龍尾「光沢の光沢」

### 第54回
2004年6月
2004年
- 大賞　該当者なし
- 入選　該当者なし
- 佳作
  - 板垣雅也「公園一周」
  - 永井ゆうじ「ボア島のボア」
  - 子ガエル「仔牛刑事モーモー」

### 第55回
2004年12月
- 大賞　該当者なし
- 入選
  - 清野奈々「パロロとスネイル」
  - 多野まい「自販機刑事オトルマン」
- 佳作
  - 林鉄「大地くっさく！」

### 第56回
2005年6月
- 大賞　該当者なし
- 入選
  - 林周平「ドランとガウガウ」
- 佳作
  - まつかこうじ「相撲ロボ白竜！」
  - 大崎亮平「やあやあ！かんちゃん」

### 第57回
2005年12月
- 大賞　該当者なし
- 入選　該当者なし
- 佳作
  - 小松清太郎「悪魔少年」
  - コーヘー「本王子とつげき」

### 第58回
2006年6月
- 大賞
  - 井上桃子「赤きエンザ」
- 入選　該当者なし
- 佳作
  - 謎男兵衛「爆天使ファンタ！」
  - 御狐ちひろ「バトルパティスリー～戦うケーキ屋さん～」
  - ゆきつかさ「アルティメット！」
  - 吉もと誠「ユメチャ！」
  - 萬屋不死身之介「超お友達ロボオサム君」

### 第59回
2006年12月
- 大賞　該当者なし
- 入選
  - 矢川タケカズ「祭りだ！太鼓だ！鼓太郎だ！」
- 佳作
  - 河村智之「すっぽん太郎」
  - 中島祐一郎「虫歯にハドック」

### 第60回
2007年6月
- 大賞　該当者なし
- 入選
  - よこ太「I'm DEVIL」
- 佳作
  - 山内孝一「フルメタルガン」

### 第61回
2007年12月
- 大賞　該当者なし
- 入選　該当者なし
- 佳作
  - 関口厚志「アメイジング小学生」
  - 小池正人「ライオンハード」

### 第62回
2008年6月
- 大賞　該当者なし
- 入選　該当者なし
- 佳作
  - はじめてんか「たかもりくんとゆかいな仲間たち＋イモ」
  - 杉谷和彦「ストーンボーイ」
  - 出水あすか「火炎の竜カゲロウ」
  - 竹内亨「ニャンきち。」

### 第63回
2008年12月
- 大賞　該当者なし
- 入選
  - 槙吾「カカシのロッド」
- 佳作
  - 鷹原レン「スピリット」
  - 大脇正義「フリクラ!!」
  - 陽橋エント「筆王子!」

### 第64回
2009年6月
- 大賞　該当者なし
- 入選　該当者なし
- 佳作
  - 近藤洋介「モテ美男しげき!!」
  - もえる「ペラペラヒーロー ペーパーマン」
  - 小林夏実「赤ずきんのオオカミ」

### 第65回
2009年12月
- 大賞　該当者なし
- 入選　該当者なし
- 佳作
  - 松浦準「TAMADAMAN」
  - きはらたけし「正義の味方?プリンねこ」

### 第66回
2010年6月
- 大賞　該当者なし
- 入選　該当者なし
- 佳作
  - 兵谷まりこ「移動武器屋ブラックスミス」
  - みなせまこと「ポチッとボタン!おしぞう君!!」

### 第67回
2010年12月
- 大賞　該当者なし
- 入選　該当者なし
- 佳作
  - 北区ユウキ「デコっぱ!」
  - 松野千歌「テニオタ☆」

### 第68回
2011年6月
- 大賞　該当者なし
- 入選
  - 峯村真「サンタ急便」
- 佳作
  - まえだくん「おしり聖人」
  - いわっち「こんにちファラオ!!ラムセス」

### 第69回
2011年12月
- 大賞　該当者なし
- 入選　該当者なし
- 佳作
  - 村崎ぎんじろう「サンサンのすむ村」
  - 安田智哉「サイボーグ・バズ―」

### 第70回
2012年6月
- 大賞　該当者なし
- 入選　該当者なし
- 佳作
  - 石井敬士「夢現少年ミント!」
  - 北村謙次「ニニフと魔法のレストラン」
  - 今間聡史「花だんの妖精 ステファンくん」

### 第71回
2012年12月
- 大賞　該当者なし
- 入選　
  - フカホリユウキ「－超!!プロデューサー伝説－太陽」
- 佳作
  - 新龍公助「カッキのとなりにバシンくん」
  - 古本ゆうや「コンバットデリバー」
  - 石井じゅんのすけ「ホリホリ族のグリ」

### 第72回
2013年6月
- 大賞　該当者なし
- 入選　
  - 菊妻宏基「ダンクー・ダンク!」
  - あずまかなき「WOLFULLMOON」
- 佳作
  - 吉野あすみ「悪魔製菓」
  - ココナス☆ルンバ「ポクポク ぽくちん」

### 第73回
2013年12月
- 大賞　該当者なし
- 入選　該当者なし
- 佳作
  - いたる亮助「マスターガード」
  - 私市敬「デヴィルス×ドクター」
  - 横山滋「ダイチのシロオビ!」

### 第74回
2014年6月
- 大賞　該当者なし
- 入選　
  - 鈴木光「トレプラ」
- 佳作
  - 森康太郎「ワンダフル・ガンチョー」
  - おごしゆう「スター忍伝コタローくん!!」

### 第75回
2014年12月
- 大賞　該当者なし
- 入選　該当者なし
- 佳作
  - やじまあすか「モーリー&トロイ」
  - 鈴木倫「とんでも先生アリエル!!」

### 第76回
2015年6月
- 大賞　該当者なし
- 入選　
  - 小泉作十「ニャッ菌☆リンゴ茸」
  - 原田幸治「回せっ!ガチャまるくん」
- 佳作
  - ゆえ「ふじみの小学生」
  - すけまる「ポチ丸」
  - 市川翔一「チエニン!!」

### 第77回
2015年12月
- 大賞　該当者なし
- 入選　該当者なし
- 佳作
  - めしでん「ヨシエルにおまかせ!」
  - 八色亞描「ストロングボンド」
  - ナカタ「ワガマガエル」

### 第78回
2016年6月
- 大賞　該当者なし
- 入選　該当者なし
- 佳作
  - ほりべべこ「銀河☆忘れもの案内所」
  - 友野冬菜「リコーダー楽戦!」
  - モージュー★「刑事教師の大門先生!」

### 第79回
2016年12月
- 大賞　該当者なし
- 入選　該当者なし
- 佳作
  - 日之出かおる「幽霊番長」
  - 木村風太「宇宙ドロボーぺぺ」
  - こなみいっぺい「あしたの天気はロボメシア」

### 第80回
2017年6月
- 大賞　該当者なし
- 入選
  - 高出なおたか「イル駆ル!サンゴ」
- 佳作
  - 中村夏寿紀「チェンジ・ライフ!」

### 第81回
2017年12月
- 大賞　該当者なし
- 入選
  - 織田一輝「悪魔の子育て」
  - 合田富美「奇怪の魔杖アルカナ」
- 佳作
  - 中元みお「イカすぜ!!ランドセルくん」
  - 野田A助「ウイルスハンター三銃士」
- 奨励金
  - 宮倉将吾「ガリ勉が最強な件」

### 第82回
2018年6月
- 大賞　該当者なし
- 入選
  - 住吉なん吉「名探偵 ホーミン」
- 佳作
  - ベラボウ「いちにちいちぜん!!コメ・ライヌ」
  - 風野リサ「ハリネズミ ハリ丸」
  - 小泉いくや「悪夢のバクくん」
- 奨励金　該当者なし

### 第83回
2018年12月
- 大賞　該当者なし
- 入選　該当者なし
- 佳作
  - 高尾ひでおみ「ダンディ・エッグ」
  - くろださや「学校のふしぎくん」
  - プンタ「DJ小学生シャイニング」
- 奨励金
  - のだみさき「白化け使い」

### 第84回
2019年6月
- 大賞　該当者なし
- 入選
  - のだみさき「スーパーバトラーシツジくん」
- 佳作
  - 築亞亜門「ギョギョッとヒーロー魚（ギョ）ッピー!」
  - ギャル王子「ヴァン×パイア」
  - とし山じゅん「全力だゼ!ガチおくん」
- 奨励金　該当者なし

### 第85回
2019年12月
- 大賞　該当者なし
- 入選　該当者なし
- 佳作
  - 金洋「ディアボロ!」
  - タイセキ「キング魔界王伝記」
- 奨励金
  - ひなしょ「機壊隊ガンマ」
  - あんどろめだ「ガラクタのピコ」